# Arturo Chaires
Arturo Chaires (14. března 1937 Guadalajara – 18. června 2020 Guadalajara) byl mexický fotbalista, obránce.

## Fotbalová kariéra
V mexické lize hrál za CD Guadalajara. Nastoupil ve 213 ligových utkáních a dal 1 gól. S týmem CD Guadalajara získal 5 mistrovských titulů. Za reprezentaci Mexika nastoupil v letech 1961–1967 ve 24 utkáních. Byl členem mexické reprezentace na Mistrovství světa ve fotbale 1962, ale v utkání nenastoupil. O čtyři roky později na Mistrovství světa ve fotbale 1966 nastoupil ve 3 utkáních.

## Ligová bilance
| Ročník                  | Zápasy | Góly | Klub           |
| ----------------------- | ------ | ---- | -------------- |
| 1. mexická liga 1960/61 | 10     | 0    | CD Guadalajara |
| 1. mexická liga 1961/62 | -      | -    | CD Guadalajara |
| 1. mexická liga 1962/63 | -      | -    | CD Guadalajara |
| 1. mexická liga 1963/64 | 17     | 0    | CD Guadalajara |
| 1. mexická liga 1964/65 | 26     | 1    | CD Guadalajara |
| 1. mexická liga 1965/66 | -      | -    | CD Guadalajara |
| 1. mexická liga 1966/67 | -      | -    | CD Guadalajara |
| 1. mexická liga 1967/68 | -      | -    | CD Guadalajara |
| 1. mexická liga 1968/69 | -      | -    | CD Guadalajara |
| 1. mexická liga 1969/70 | 23     | 0    | CD Guadalajara |
| 1. mexická liga 1970    | -      | -    | CD Guadalajara |
| 1. mexická liga 1970/71 | -      | -    | CD Guadalajara |
| CELKEM 1. liga          | -      | -    |                |